# Pseudoboletia
Pseudoboletia is een geslacht van zee-egels uit de familie Toxopneustidae.

## Soorten
- Pseudoboletia atlantica H.L. Clark, 1912
- Pseudoboletia indiana (Michelin, 1862)
- Pseudoboletia maculata Troschel, 1869
- Pseudoboletia occidentalis H.L. Clark, 1921